# Ayamonte
Ayamonte est une ville de la province de Huelva dans la communauté autonome d'Andalousie en Espagne, frontalière du Portugal. Elle comptait 21 645 habitants en 2023 avec une démographie positive.

## Géographie
Ayamonte est une ville côtière qui se situe sur l'estuaire de la Guadiana (frontière avec le Portugal), elle est traversée par l'Estero de la Ribera sur laquelle a été aménagé un port de plaisance, de pêche et de transport de passagers pour Villa Real de Santo Antonio, qui se poursuit sur les rives de la Guadiana. Il dispose d'une aire de services pour le quai et les chantiers navals. Le port d'Ayamonte est un port urbain intégré au tissu urbain à 3 milles (4,5 km) de l'Océan. Entre la ville et le large la Guadiana reçoit l'Estero de Canela qui isole l'Isla Canela.
Les  principales plages sont Praya de San Bruno, Praya de Isla Canela et Punta del Moral.
L'aquaculture est pratiquée à grande échelle dans les marais qui entourent la ville, marais de Salón Santa Gadea, crevettes tigrées de Huelva (el langostino tigre) elle a remplacé les marais salants traditionnels et l'importante industrie de salaisons. La pêche est active dont la langoustine (Cigalas).

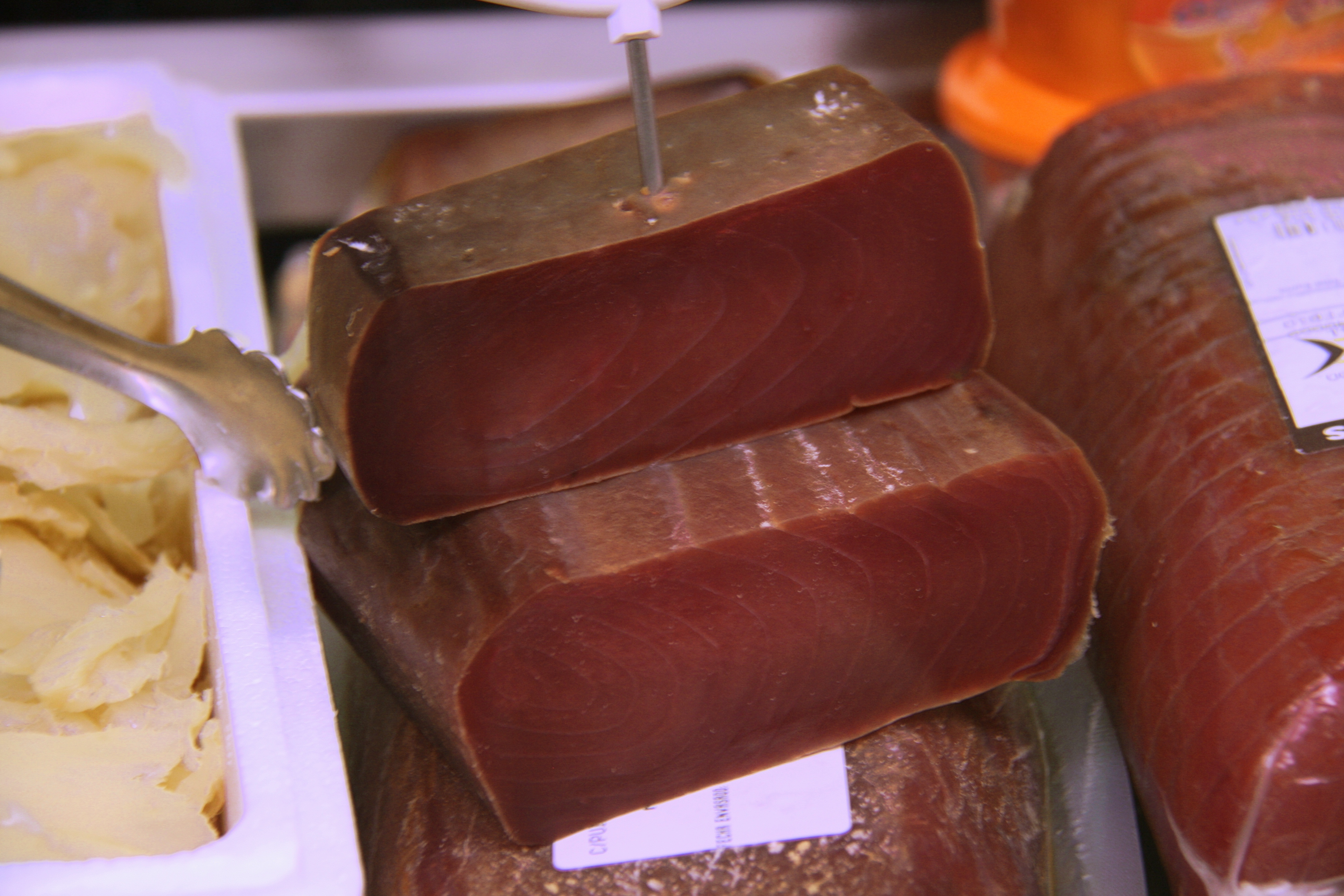
Mojama de atun

Le Mojama (mojama de atún, morceau de thon salé au gros sel pendant 2 jours et séché à l'air qui se mange en fines tranches avec un trait d'huile d'olive) est une salaison spécialité d'Ayamonte et Isla Cristina vendue partout. 
Ayamonte est une ville touristique avec un Site Naturel des Marais de Isla Cristina qui peut se visiter en bateau.

## Histoire
Le site mégalithique de La Torre-La Janera entre Ayamonte et Villablanca (du IVe au IIIe millénaire av. J.-C.) a été découvert en 2018, il atteste d'un occupation humaine longue est très ancienne jusqu'au Chalcolithique à l'extrémité de la vallée du bas-Guadiana, elle même riche en sites archéologiques. La fouille est en cours depuis 2020 sur 109 ha. Les mégalithes sont toujours en place (526 menhirs, 26 alignements, 2 cromlechs, dolmens, tumuli, cistes et enceintes), ils datent de différentes périodes et constituent une des plus grandes concentrations d'Europe.
Dans le quartier de La Villa a été mis au jour un site protohistorique datant de entre les VII et VIIIe siècles av. J.-C. montrant une présence phénicienne. La présence romaine avec des installations à Punta del Moral dont un mausolée découvert en 1981 et restauré. Ayamonte est une ancienne résidence des rois maures, souvent citée dans les romanceros espagnols, après sa conquête Sanche II du Portugal (1239) et un long contentieux frontalier, Ayamonte passe aux mains des Castillans en 1335.
Le tremblement de terre de Lisbonne (1755) a provoqué un tsunami particulièrement destructeur. La pêche autrefois prospère a décliné au XIXe siècle (Sabin Berthelot l'attribue à l'usage abusif des grands filets de traine) et au  XXe siècle sous le concurrence de la pêche industrielle de Huelva.

## Culture et patrimoine

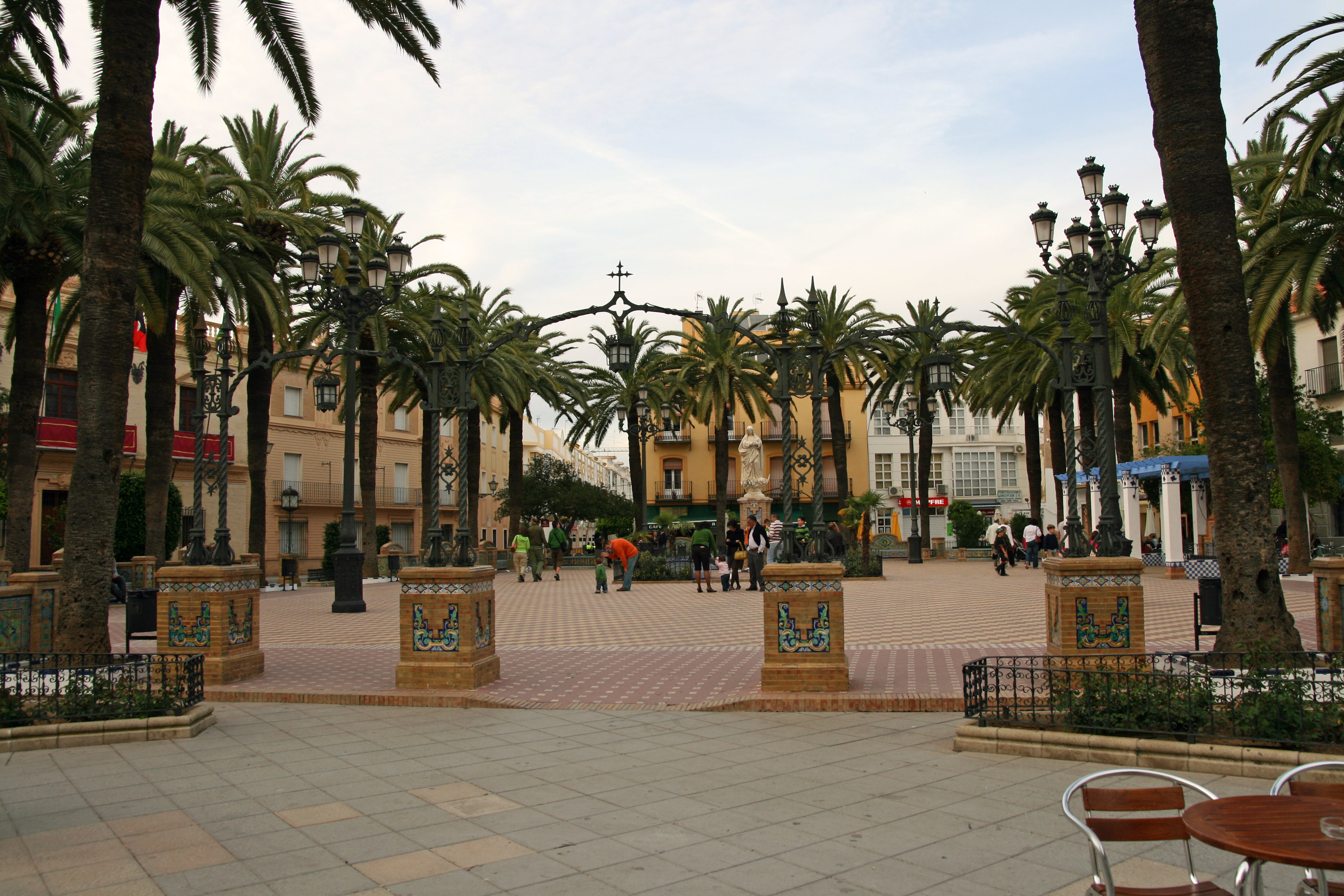
Plaza de la Laguna

- Parc naturel Marismas de Isla Cristina. Parc naturel (1989) zone de marais d'une superficie de 2 145 ha entre Ayamonte et Isla Cristina. Riche faune et flore.

### Sports
- Plaisance, voile au port de plaisance (Puerto deportivo) et à la marina de Isla Canela (Punto del Moral)[21].
- Golf 18 trous à Isla Canela[22]

### Monuments
- Ermita de San Sebastián, restauré en 1935 et fermé au culte en 1948, devenu espace d'expositions et de conférences de la Mairie[4],
- Capilla del Carmen, Capilla de Nuestra Sra. del Carmen. Cette chapelle reconstruite en 1925 abrite une vierge portée en pèlerinage jusqu'à l'estero de Canela, chaque année le 16 juillet,
- Convento Hermanas de la Cruz (Couvent des Sœurs de la Croix), reste un cloître, une église avec un beffroi et une école de filles - ne se visite pas,
- Église de la Merced, baroque XVIIIe siècle,
- Templo de San Francisco, le bâtiment a beaucoup souffert du tremblement de terre de Lisbonne (1755), seule l'église est restée debout,
- Iglesia de Ntra. Sra. de las Angustias (Église de Notre-Dame des Angoisses), bien d'Intérêt culturel datant du XVIe siècle et de style mudéjar, Retable de Matías Fernández Cardoso (1641).
- Casa grande, demeure aristocratique construite par Manuel Rivero González (1744) transformée en Maison de la Culture de la municipalité avec bibliothèque publique et auditorium,
- parc zoologique Prudencio Navarro. Au centre de la ville, gratuit et fréquenté.

### Manifestations
- La Semana Santa

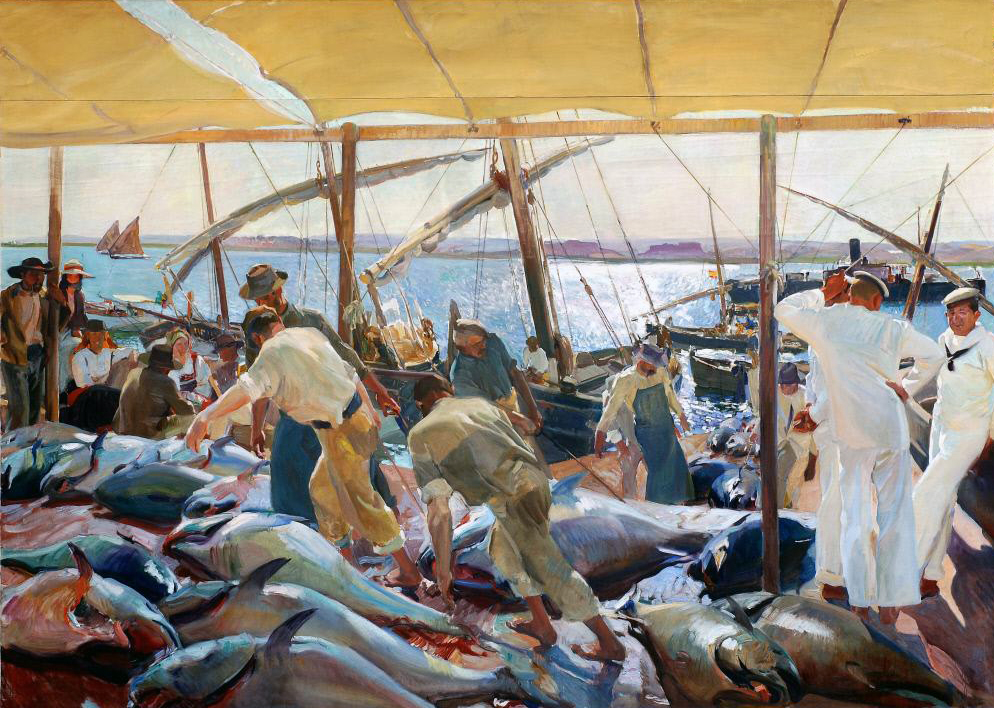
Vision d'Espagne : Ayamonte, 1919
Joaquín Sorolla
The Hispanic Society of America, New York

- Le carnaval d'Ayamonte avec élection de la Reine des enfants, l'Enterrement de la Sardine, avec ses veuves et un feu d'artifice[13].
- Festival international du film Fronteiras[23].

## Personnalités nées à Ayamonte
- Rodrigo de Jerez natif d'Ayamonte fait le voyage d'Amérique avec Christophe Colomb en 1492, il rapporte l'usage de fumer le tabac et le diffuse dans sa ville et au delà, ce qui lui vaut d'être arrêté par l'Inquisition[24].
- Antonio León Ortega, (1907-1991). Sculpteur formé à Madrid, il développe un style issu de l'imagerie andalouse dans la deuxième moitié du XXe siècle.
- La gagnante de l'Eurovision Junior 2004, María Isabel.

## Climat
Influence océanique avec une température moyenne de 17,5 °C, et une pluviométrie totale de 480 mm. L'humidité peut atteindre des niveaux élevés en hiver, les mois de novembre à mars peuvent être pluvieux avec une mer fraiche (16 °C) et des températures maximales journalières <20 °C. L'été est agréable avec des maximales >30 °C en juillet-aout. Vents de 20 à 30 km/h  pendant en moyenne 10 jours de mai à aout, vent dominant secteur Nord.